# Reprezentacja Słowenii na Mistrzostwach Europy w Wioślarstwie 2010
Reprezentacja Słowenii na Mistrzostwach Europy w Wioślarstwie 2010 liczyła 9 sportowców. Najlepszymi wynikami było 5. miejsce w dwójce podwójnej wagi lekkiej mężczyzn.

## Medale

### Złote medale
Brak

### Srebrne medale
Brak

### Brązowe medale
Brak

## Wyniki

### Konkurencje mężczyzn
- jedynka (M1x): Jan Špik – 6. miejsce
- jedynka wagi lekkiej (LM1x): Rajko Hrvat – 11. miejsce
- dwójka podwójna wagi lekkiej (LM2x): Matevž Malešič, Jure Cvet – 5. miejsce
- czwórka bez sternika (M4-): David Jurše, Marko Grace, Janez Jurše, Jernej Jurše – 11. miejsce

### Konkurencje kobiet
- jedynka (W1x): Anja Šešum – 13. miejsce